# Kanton Courbevoie-Nord
Kanton Courbevoie-Nord is een voormalig kanton van het Franse departement Hauts-de-Seine. Kanton Courbevoie-Nord maakte deel uit van het arrondissement Nanterre en telde 28.351 inwoners (1999).
Het werd opgeheven bij decreet van 24 februari 2014, met uitwerking in maart 2015.

## Gemeenten
Het kanton Courbevoie-Nord omvatte enkel een deel van de gemeente Courbevoie.